# Služební medaile civilní obrany s vavřínovou ratolestí
Služební medaile civilní obrany s vavřínovou ratolestí (norsky Sivilforsvarsmedaljen med laurbærgren) je norské vyznamenání založené roku 2003 udílené příslušníkům civilní obrany.

## Historie a pravidla udílení
Medaile byla založena dne 6. listopadu 2003. Udílena je příslušníkům civilní obrany za úspěchy ve službě. Toto vyznamenání spravuje Ředitelství pro civilní obranu a nouzové plánování (norsky Direktoratet for samfunnssikkerhet og beredskap). Medaile může být nošena na uniformě civilní obrany a na norských vojenských uniformách. Status medaile byl změněn 16. září 2020.
Medaile může být udělena osobám, které prokázaly osobní dovednosti a úsilí nad rámec očekávaných služebních povinností pracovníků civilní obrany. Udělena může být i za dlouhodobý přínos pro agenturu a rozvoj norské civilní obrany. Může být udělena i mimo zaměstnance agentury lidem, kteří díky svému profesionálnímu postavení či z vlastní iniciativy poskytli záslužnou pomoc civilní obraně.

## Popis medaile
Medaile kulatého tvaru je vyrobena ze stříbra. Na přední straně je znak civilní obrany, tedy lev držící štít a celý výjev je korunován královskou korunou. Na zadní straně je nápis SIVILFORSVARET – FOR TJENESTER.
Stuha je šedá s tenkým modrým pruhem uprostřed. Na stuze je stříbrná vavřínová ratolest.